# Festival Internacional de Teatro de Manizales
El Festival Internacional de Teatro de Manizales es una fiesta cultural que se realiza anualmente en la ciudad de las puertas abiertas, ubicada en la región del Eje Cafetero de Colombia. En el año 2021 celebraron 53 años de trayectoria y 43 versiones realizadas a las que han asistido 40 países, más de 700 compañías teatrales y alrededor de 6500 artistas. Casi cinco décadas de fiesta cultural para los colombianos y visitantes, lo que lo convierte en el primer punto de encuentro para la dramaturgia en América. 
El Festival Internacional de Teatro de Manizales - FITM rearticula la forma de llegar a su público; esta fiesta cultural anual, extiende su alcance al mundo entero en una órbita híbrida, con eventos presenciales y aforo limitado en Manizales y en digital para el mundo, a través de este canal. ‘Más vistas de puntos’, es lo que busca esta 53° edición del FITM, conocer la opinión del experto y del que acude expectante a sus primeros acercamientos al teatro, perderse en la trama, sentirse protagonista, pensarse la trama desde el director, poder mirar al público de frente y vivir toda la experiencia teatral que se construyó cuidadosamente para el disfrute de todos los espectadores y simpatizantes del teatro, las historias y las múltiples emociones.  

## Historia
Creado en 1968 el Festival Internacional de Teatro de Manizales es el evento escénico más antiguo del continente al que "han asistido grupos, compañías, colectivos, artistas que han dejado una huella indeleble en la memoria del público; en sus salas y calles se han desarrollado historias que son compartidas por toda una colectividad". El Festival de Teatro, surgió en una época en la que en América Latina no existían festivales de teatro porque las revoluciones juveniles en el mundo no daban tiempo para pensar en el arte. 
La idea de realizar un Festival de Teatro Universitario en Manizales fue a finales de los años sesenta, cuando Carlos Ariel Betancur, entonces presidente de la Sociedad Procultura de Manizales, no dudó en aprovechar el ambiente estudiantil de la ciudad para la realización de un Festival Latinoamericano de Teatro Universitario, decisión que fue reforzada por las afirmaciones del chileno Sergio Vodanovic en un escrito de 1969 en un periódico de su país titulado donde aseguró que los manizaleños estaban locos, tanto por haber fundado la ciudad ahí donde está, pendiendo del abismo, como por haber hecho "el teatro más moderno y completo de América Latina con una parrilla escénica que ya la quisiera una sala teatral europea".  
El objetivo del primer Festival fue claro, trataba de "promover el desarrollo de la actividad teatral como medio de expresión estética de la juventud del continente y como instrumento de integración cultural latinoamericana" 
En sus orígenes el Festival reunió a los más destacados grupos de teatro universitario de América Latina y a los más connotados intelectuales que marcaron la historia del evento: Pablo Neruda, Miguel Ángel Asturias, Ernesto Sabato, Alfonso Sastre, Mario Vargas Llosa, Jerzy Grotowsky, Jack Lang, entre otros destacados poetas escritores y dramaturgos que animaron, en su condición de jurados, las veladas escénicas durante las primeras cinco ediciones, en las que Manizales fue proyectando la imagen de ser una nueva meca: la del teatro.
Desde 1984, y luego de una ausencia de 10 años, el Festival resurgió con otro ímpetu menos álgido y sí más estético con grupos profesionales y compañías independientes que buscaban en la experimentación un lenguaje renovador para el teatro, Latinoamérica seguía contando su compleja realidad social, pero con más cargas simbólicas.  De forma paralela a la presentación de obras de sala y espectáculos callejeros, El Festival realiza talleres, foros y seminarios con creadores, gestores e investigadores, creando una plataforma de diálogos que hace del encuentro un festival necesario para la cultura teatral mundial, sino también regional y local. 
A través de la dirección artística del evento, se hace una selección de espectáculos nacionales e internacionales presenciados en distintos lugares del mundo, para conformar la parrilla de programación en los escenarios de sala y espacios abiertos de la ciudad.

## Ediciones
| Edición | Año  | Fecha                           | Países asistentes | Eslogan                        |
| ------- | ---- | ------------------------------- | --- | ------------------------------ |
| XXXIII  | 2011 | 9 al 18 de septiembre           | Bandera de Colombia · Bandera de Argentina · Bandera de Australia · Bandera de Brasil · Bandera de Chile · Bandera de España · Bandera de Estados Unidos · Bandera de Italia · Bandera de Japón · Bandera de México · Bandera de Venezuela                                                                                             | La Calle es el Escenario       |
| XXXIV   | 2012 | 1 al 9 de septiembre            | Bandera de Colombia · Bandera de Argentina · Bandera de Brasil · Bandera de Costa Rica · Bandera de Chile · Bandera de España · Bandera de Estados Unidos · Bandera de México · Bandera de Uruguay | La Calle es el Escenario       |
| XXXV    | 2013 | 31 de agosto al 8 de septiembre | Bandera de Colombia · Bandera de Argentina · Bandera de Alemania · Bandera de Bolivia · Bandera de Canadá · Bandera de Chile · Bandera de Ecuador · Bandera de España · Bandera de Estados Unidos · Bandera de Francia · Bandera de México · Bandera de Perú · Bandera de la República Dominicana · Bandera de Uruguay                 | La Calle es el Escenario       |
| XXXVI   | 2014 | 23 al 31 de agosto              | Bandera de Colombia · Bandera de Argentina · Bandera de Bolivia · Bandera de Brasil · Bandera de Costa Rica · Bandera de Chile · Bandera de España · Bandera de Francia · Bandera de Inglaterra · Bandera de la República Dominicana · Bandera de Uruguay                                                                              | [ 7 ]                          |
| XXXVII  | 2015 | 4 al 13 de septiembre           | Bandera de Colombia · Bandera de Argentina · Bandera de Brasil · Bandera de Canadá · Bandera de Corea del Sur · Bandera de Chile · Bandera de España · Bandera de Estados Unidos · Bandera de Francia · Bandera de Italia · Bandera de Lituania · Bandera de México · Bandera de Nicaragua · Bandera de Uruguay · Bandera de Venezuela | La Calle es el Escenario       |
| XXXVIII | 2016 | 2 al 11 de septiembre           | Bandera de Colombia · Bandera de Argentina · Bandera de Brasil · Bandera de Canadá · Bandera de Corea del Sur · Bandera de Chile · Bandera de España · Bandera de Estados Unidos · Bandera de Francia · Bandera de Lituania · Bandera de México · Bandera de Nicaragua · Bandera de Uruguay · Bandera de Venezuela                     | Teatro para ver con otros ojos |
| XXXIX   | 2017 | 2 al 8 de octubre               | Bandera de Colombia · Bandera de Argentina · Bandera de España · Bandera de México · Bandera de Uruguay · Bandera de Francia · Bandera de Chile · Bandera de Bélgica · Bandera de Costa Rica · Bandera de los Países Bajos | El teatro te abre los brazos   |
| XL      | 2018 | 5 al 14 de octubre              | Bandera de Colombia · Bandera de Argentina · Bandera de España · Bandera de México · Bandera de Uruguay · Bandera de Ecuador · Bandera de Perú · Bandera de Portugal | El Teatro Cambia               |